# آندره بیلی
آندره بیلی (به فرانسوی: André Billy) نویسنده قرن نوزدهم میلادی اهل فرانسه بود.